# Santa Ana (Michoacán)
Santa Ana es una localidad del estado mexicano de Michoacán. Es parte del municipio de Tuxpan.

## Toponimia
El nombre «Santa Ana» hace referencia a la santa patrona de la localidad: Santa Ana de Nazaret.

## Demografía
| Gráfica de evolución demográfica |
|                                  |

| Censo | Población |
| ----- | --------- |
| 1900  | 113       |
| 1910  | 120       |
| 1921  | 79        |
| 1930  | 79        |
| 1940  | 179       |
| 1950  | 63        |
| 1960  | 235       |
| 1970  | 423       |
| 1980  | 494       |
| 1990  | 955       |
| 2000  | 1069      |
| 2010  | 1331      |
| 2020  | 1522      |